# 引原隆士
引原 隆士 （ひきはら たかし、1958年 - ） は、日本の電気工学者、非線形力学の研究者。京都大学理事・副学長、元京都大学図書館機構長，元京都大学情報環境機構長。

## 人物・経歴
京都府生まれ。1982年京都工芸繊維大学工芸学部卒業。同年京都大学大学院工学研究科に進学後、1987年博士後期課程研究指導認定退学、関西大学工学部助手。京都大学工学博士。1991年同専任講師。1994年同助教授。1993年から1994年米国コーネル大学客員研究員。1997年京都大学大学院工学研究科助教授。2001年同教授。2012年から2022年まで京都大学図書館機構・機構長，附属図書館長。2020年文部科学大臣賞（科学技術賞科学技術振興部門）を受賞。2021年京都大学副学長、京都大学情報環境機構長。2022年より2024年の間、京都大学理事・副学長、京都大学情報環境機構長。2024年京都大学名誉教授。2024年以降、京都大学理事（情報基盤、図書館担当）・副学長。
文部科学省、内閣府の委員会の委員（主査、委員長等を含む）を歴任すると共に、プレプリントサーバー arXiv.org の Member Advisory Board を2016年から2018年まで勤める。現在、文部科学省・情報委員会委員。
システム制御情報学会学会賞「論文賞」（計4回）、電子情報通信学会論文賞・喜安善市賞、同学会・業績賞、計測自動制御学会論文賞・武田賞の学会賞、日経エレクトロニクス・パワエレアワード2020審査員特別賞，2020年文部科学大臣賞（科学技術賞科学技術振興部門）等を受賞。
電子情報通信学会（フェロー）、IEEE会員。元電気学会、システム制御情報学会等会員。

## 研究歴
小倉久直、中山純一の薫陶を受けて確率過程論による波動散乱の研究から研究活動に入り、上田睆亮から非線形力学の基礎に関する研究指導を受けると共に、電力工学の分野の研究に従事した。その後、パワーエレクトロニクス、磁気浮上の電気機器の分野で研究者としての地歩を固めた。在外研究で師事した米国 Cornell 大学 MAE および TAMの Francis Moon に啓発され、非線形力学の工学的応用の分野に戻り、非線形振動子、非線形結合振動子の制御に関する研究で頭角を現し、国際的な理論応用力学の分野における研究活動を開始した。国連大学出版による「カオス・インパクト」の翻訳も担当した。その後、非線形力学の解析的な研究から設計に向けた研究課題に興味を持ち、特に力学系の過渡状態に内在する状態空間の情報を用いてシステムを制御する実験的研究や理論的な検討を行った。また、非線形力学の応用の視点からパワーエレクトロニクス、電力システムの研究を見直し、分散電源や電池を含め、多くの要素をシステム連携するために必要なモデリングや制御に関する研究を進めた。中でも、ワイドバンドギャップ半導体パワーデバイスの物理的優位性を生かした電力変換回路に関わる研究を元に、電力パルスに情報タグを付加した「電力パケット」を用いた電力伝送システムを提唱したことは注目される。当初概念の提案に対して実現が疑問視されたが、ワイドバンドギャップ半導体 SiC, GaN を適用した「電力ルータ」を自ら設計・開発し、電力パケットによるモータ駆動などの実証実験を示したことで認知された。今では、電力パケットの概念や電力のカラーリングといった概念が、スマートグリッド関連の研究分野で当たり前に使われるようになっている。その後、電力パケット伝送系のエントロピーとエネルギーの関係に関する理論的研究、電力パケットによる電力の論理駆動を意味するパワープロセッシングの研究成果を発表し、新しい技術の理論的裏付けを行った。
2012年に京都大学図書館機構長に指名され、研究活動のエフォートの一部を学術情報流通に関する運営業務に充て、高騰する電子ジャーナル価格への対応すると共にわが国の学術情報のオープン化を推進する活動を推進した。これらの活動において、京都大学機関リポジトリ(KURENAI)の可視性を高めることで、所属する研究者の研究成果が検索されやすい環境の構築を目指し、我が国の大学として初めてオープンアクセスポリシーを定めた。その後研究成果論文のエビデンスデータを合わせて機関リポジトリで公開するオープンデータポリシーも定め、オープンサイエンスの環境整備を進めた。2022年に図書館機構長を退任するまでに、京都大学桂キャンパスに桂図書館の構想を実現するため、京都大学図書館機構および関係部所等と概算要求の調整を行い、2020年4月の開館に尽力した。その後、情報環境機構長の指名を受け、京都大学のオープンデータに向けた研究支援に着手し、京都大学ICT基本戦略2022の取りまとめを行った上で情報環境機構のミッションを再定義し、同機構の改組を経て2024年に機構内に「データ運用支援基盤センター」を開所した。 2025年には、京都大学における業務データ共有ポリシーを取りまとめ、従来制約が強かった業務データ相互の連携、エビデンスデータ基づく大学運営のための環境の構築を進めている。

## 著書
- 『エース電気・電子・情報工学シリーズ エース　パワーエレクトロニクス』（千葉明、大橋俊介、木村紀之との共著）朝倉書店 2000年
- 『振動・波動・光講義ノート』（中西俊博との共著）サイエンス社 2020年